# Allel
Allel (egentligen allelomorf, av grekiskana al'lēlōn ’varandra’ och morphēʹ ’form’), eller genvariant, är en av flera alternativa versioner av en gen eller annan nukleotidsekvens. Ordet kommer av grekiskans allelomorph, annan form. Alleler är varianter av ärftliga anlag som bär den information i form av ritningar till RNA och protein som sammantaget bygger upp individen och ger den dess egenskaper. Hos människan kan olika alleler påverka till exempel hårfärg, ögonfärg eller blodgrupp.
Nya alleler uppstår genom mutationer. I en population bär individerna på olika alleler för en viss gen vilket ger dem olika egenskaper. Ju större genetisk variation en population har desto större chans har den att överleva. Populationens sammanlagda allelsammansättning kallas för dess genpool. Alleler som ökar individens fitness (anpassning till omgivande miljön) tenderar till att öka i frekvens i kommande generationer och således förändra genpoolen för populationen på sikt.
Människans 23 kromosompar bär på dessa alleler på bestämda platser (locus). Eftersom kromosomerna existerar i par har vi på samma plats i kromosomparet två möjliga alleler, en nedärvd från mamman och en nedärvd från pappan. Dessa två kan antingen vara samma eller olika alleler, och då kallas individen för homozygot respektive heterozygot beroende på om generna i paret är samma, homo, eller olika, hetero.
De flesta genetiska sjukdomar orsakas av recessiva alleler. Ibland kan sjukdomar orsakas av dominanta alleler.